# Kendji (álbum)
Kendji es el álbum debut del cantante francés Kendji Girac, publicado el 8 de septiembre de 2014. De este trabajo se desprenden los sencillos Color Gitano, Andalouse, Elle m'a aimé, Conmigo, One Last Time (Attends-moi) y Cool. Contiene 2 temas incluidos en su EP: Kendji Girac. Tuvo una reedición el 4 de mayo de 2015, donde se incluían 5 canciones extra a la versión estándar.

## Lista de canciones
| Edición Estándar |                                       |                                                     |          |  |
| N.º              | Título                                | Escritor(es)                                        | Duración |  |
| 1.               | «Color Gitano»                        | François Welgryn, Mendes The Dude, Renaud Rebillaud | 3:33     |  |
| 2.               | «Andalouse»                           | Nazim Khaled, Christian Dessart, Rachid Mir         | 2:49     |  |
| 3.               | «Mon univers»                         | Johan Errami, Karim Deneyer, Kowalski, Skalpovich   | 3:24     |  |
| 4.               | «Viens chez nous»                     | Kerredine Soltani, Tryss                            | 3:31     |  |
| 5.               | «Cool»                                | Nazim Khaled, Christian Dessart, Rachid Mir         | 3:19     |  |
| 6.               | «Mi amor»                             | H Magnum, Johan Errami, Karim Deneyer, Skalpovich   | 3:50     |  |
| 7.               | «Avec toi»                            | Fred Lafage, Kerredine Soltani                      | 3:29     |  |
| 8.               | «Baïla amigo»                         | Sandro Abaldonato, Sébastien Abaldonato             | 3:18     |  |
| 9.               | «Je m'abandonne»                      | H Magnum, Karim Deneyer, Kendji Girac, Skalpovich   | 3:17     |  |
| 10.              | «Gentleman» (featuring Marine Basset) | Kerredine Soltani, Loko, Tryss                      | 3:01     |  |
| 11.              | «Au sommet»                           | H Magnum, Karim Deneyer, Skalpovich                 | 3:35     |  |
| 12.              | «Elle m'a aimé»                       | Nassi, R. Koua                                      | 3:28     |  |
| 13.              | «Bella»                               | Gandhi Djuna, Bastien Vincent, Renaud Rebillaud     | 4:00     |  |

| Edición Limitada |                                   |                                                     |          |  |
| N.º              | Título                            | Escritor(es)                                        | Duración |  |
| 14.              | «La Bohème»                       | Charles Aznavour, Jacques Plante                    | 3:23     |  |
| 15.              | «Color Gitano (Versión acústica)» | François Welgryn, Mendes The Dude, Renaud Rebillaud | 2:00     |  |
| 16.              | «Andalouse (Versión acústica)»    | Nazim Khaled, Christian Dessart, Rachid Mir         | 1:44     |  |

| Reedición |                                                                      |                                                                         |          |  |
| N.º       | Título                                                               | Escritor(es)                                                            | Duración |  |
| 17.       | «Conmigo»                                                            | Nazim Khaled, Christian Dessart, Rachid Mir                             | 3:04     |  |
| 18.       | «Les richesses du cœur»                                              | Nazim Khaled, Christian Dessart, Rachid Mir                             | 3:30     |  |
| 19.       | «La Bohème»                                                          | Charles Aznavour, Jacques Plante                                        | 3:23     |  |
| 20.       | «One Last Time (Attends-moi)» (Ariana Grande featuring Kendji Girac) | David Guetta, Savan Kotecha, Giorgio Tuinfort, Rami Yacoub,Nazim Khaled | 3:14     |  |
| 21.       | «Elle m'a aimé (Rework by Adam Trigger)»                             | Nassi, R. Koua                                                          | 3:28     |  |

## Listas
| Lista (2014-2015)            | Máxima posición |
| ---------------------------- | --------------- |
| Bélgica (Ultratop flamenca)  | 119             |
| Bélgica (Ultratop valona)    | 1               |
| Países Bajos (Album Top 100) | 53              |
| Francia (SNEP)               | 1               |
| Suiza (Schweizer Hitparade)  | 22              |

| Lista (2014)                    | Posición |
| ------------------------------- | -------- |
| French Albums Chart             | 2        |
| Lista (2015)                    | Posición |
| Belgian Albums Chart (Wallonia) | 1        |
| Swiss Albums Charts             | 34       |